# Тассай (Абайская область)
Тассай (каз. Тассай, до 1997 г. — Большевик) — аул в Кокпектинском районе Абайской области Казахстана. Административный центр Тассайского сельского округа. Код КАТО — 635065100.

## Население
В 1999 году население аула составляло 1345 человек (687 мужчин и 658 женщин). По данным переписи 2009 года, в ауле проживало 985 человек (489 мужчин и 496 женщин).